# Benjamin Labatut
 (mars 2025).
Si vous disposez d'ouvrages ou d'articles de référence ou si vous connaissez des sites web de qualité traitant du thème abordé ici, merci de compléter l'article en donnant les références utiles à sa vérifiabilité et en les liant à la section « Notes et références ».
Pour les articles homonymes, voir Labatut.
Benjamin Labatut est un journaliste et écrivain chilien. Il est né à Rotterdam en 1980 et a grandi à La Haye et à Buenos Aires. Plusieurs de ses livres sont traduits en français.

## Publications
- Lumières aveugles (éditions Seuil, 2020)[1]
- MANIAC (éditions Grasset, 2024)[2]